# Metagonimose

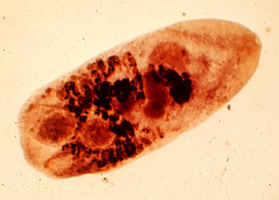
Metagonimus yokogawai

Als Metagonimose (Syn. Metagonimiasis) bezeichnet man den Befall mit Zwergdarmegeln der Gattung Metagonimus beim Menschen und fischfressenden Säugetieren. Die Erkrankung ist eine Zoonose, verläuft aber zumeist harmlos. Sie tritt vor allem in Ost- und Südostasien auf, insbesondere in Japan, Korea und Taiwan. Wichtigster Auslöser ist Metagonimus yokogawai, etwas seltener treten in diesen Ländern auch Metagonimus takahashii, Metagonimus minutus und Metagonimus miyatai auf. In Südosteuropa, in der Türkei sowie im Nahen und Mittleren Osten kommen auch Metagonimus ciureanus und Metagonimus romanicus vor, Infektionen des Menschen sind möglich, aber extrem selten. Unter den Säugetieren kommt die Metagonimose bei Katzen, Hunden, Füchsen und Schweinen vor.
Die Infektion erfolgt durch Aufnahme des zweiten Zwischenwirts, Süßwasserfische, bei denen die ansteckenden Metazerkarien zwischen den Schuppen oder in der Muskulatur in 0,14 bis 0,16 mm großen Zysten angesiedelt sind. Da in Südosteuropa die Fische vom Menschen so gut wie nie ungeschuppt und zudem meist gegart verzehrt werden, kommen natürliche Infektionen des Menschen dort de facto nicht vor.

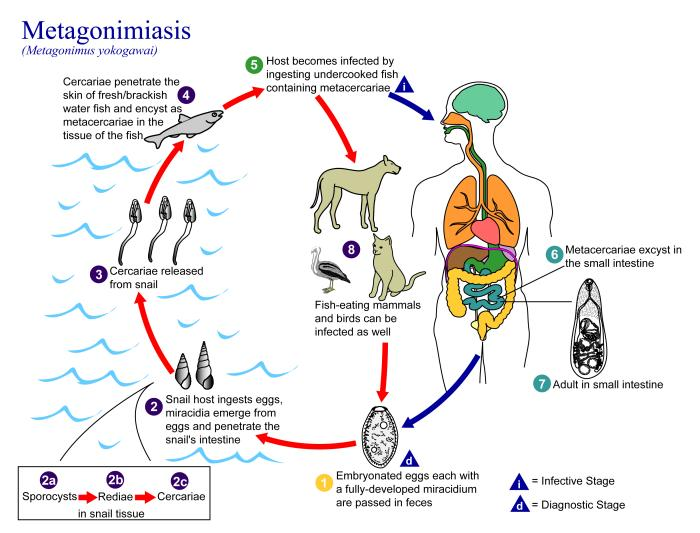
Lebenszyklus von Metagonimus yokogawai

## Krankheitsbild, Diagnose und Behandlung
Krankheitserscheinungen hängen von der Befallsintensität und Immunstatus des Patienten ab. Bei massivem Befall kann es zu Geschwüren und Entzündungen der Darmschleimhaut kommt. Sie zeigen sich in schleimigen, manchmal blutigen Durchfällen, kolikartigen Bauchschmerzen, Unwohlsein, leichter Ermüdbarkeit, Gewichtsverlust und Appetitlosigkeit. Manchmal gelangen Eier, wie bei der Heterophyose oder der Haplorchiasis, über den Blutweg in andere Organe (Gehirn, Herz, Rückenmark). Sie können hier Infarkte oder Granulome auslösen, deren klinisches Bild vom betroffenen Organ abhängt.
Die Diagnose erfolgt durch den Nachweis der Eier im Stuhl. Sie sind dunkelgelb bis braun, elliptisch, haben eine glatte Oberfläche und ein, wenn auch wenig markantes Operculum. Die Abgrenzung der Eier von denen von Heterophyes-Arten, vom Chinesischen Leberegel oder von Haplorchis taichui (→ Haplorchiasis) ist schwierig, weshalb eine molekularbiologische Untersuchung sicherer ist. Die Behandlung erfolgt mit Praziquantel über drei Tage.
Vorbeugend sollte auf den Verzehr roher oder unzureichend erhitzter Fische (Sushi und Sashimi) verzichtet werden. Durch Garen (100 °C über mindestens 15 Minuten) und Einfrieren werden die Metazerkarien sicher abgetötet. Auch bei mangelnder Küchenhygiene kann es zur Kontamination von Fischteilen mit Metazerkarien kommen. In der EU muss roher Fisch vor dem Verzehr mindestens 24 Stunden bei −20 °C durchgefroren werden. Gesundheitspolitisch sollte verhindert werden, dass die Eier mit Fäkalien in Gewässer und damit in den ersten Zwischenwirt (Süßwasserschnecken) gelangen.